# Salburua
Salburua est un grand secteur résidentiel de la ville de Vitoria-Gasteiz dans la province d'Alava en Pays basque (Espagne). Encore en construction, il est prévu pour y loger plus de 30 000 résidents.

## Quartiers

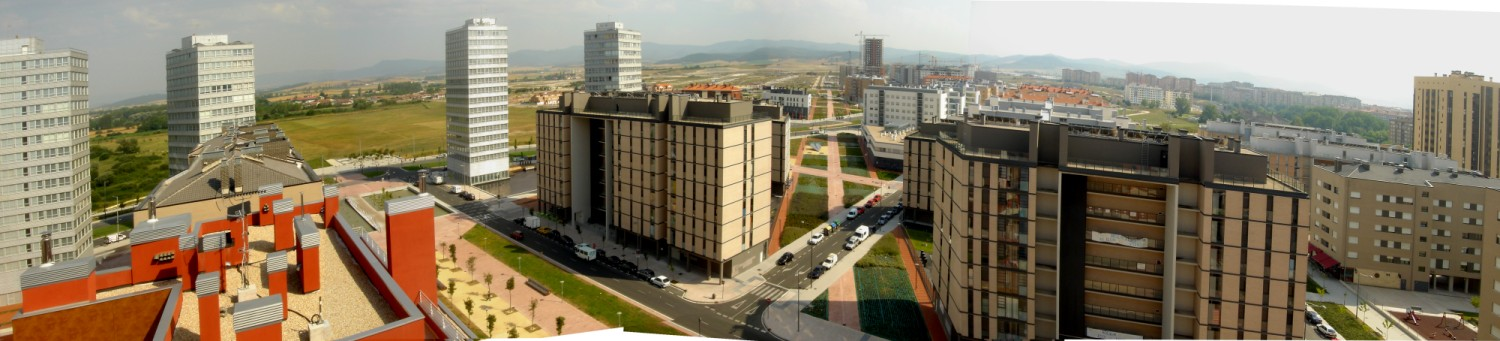
Vue partielle de Salburua

Salburua est formé principalement par quatre quartiers :

### Salburua central
Le seul quartier consolidé et qui en outre, donne le nom à tout le secteur. De grandes tours bio-climatiques et pittoresques maisons de 4-6 étages de différentes couleurs, sont ses signes d'identité. La piste de l'ancien aéroport de la ville, situé au milieu de l'urbanisation, s'est transformée juste en une promenade. Avant la fin de l'année on espère que résideront environ 5 000 habitants.

### Santo Tomas
Nouveau quartier du secteur, encore en construction et dépeuplé. Il arrivera à avoir la moitié de la population du secteur, avec environ 15 000 habitants. Il croît au sud de Salburua central et disposera d'un petit parc.

### IBAIALDE
Situé à l'ouest du précédent, il est encore en processus d'urbanisation. Il comptera environ 6 000 habitants.

### Arkayate
La "porte d'Arkaya" dégagera les limites municipales et fera que la ville absorbe les villages d'Elorriaga et d'Arkaya. N'a pas encore commencé son urbanisation. On espère qu'elle sera de basse densité, et on calcule quelque 2 000 ou 3 000 habitants quand il sera terminé.
Le secteur de Salburua se limite au nord avec la zone industrielle de Gamarra, à l'ouest avec la ville consolidée, au sud avec le chemin de fer et à l'est avec le grand parc de Salburua. C'est un des espaces verts intégrés dans un espace urbain le plus grand d'Espagne. Ses rues portent des noms de grandes villes et de capitales Européennes, mais sa principale artère est l'Avenue Juan Carlos I. Salburua est le principal noyau actuel d'expansion de la ville (joint à Zabalgana), et a la plus grande concentration de logements de protection officielle de tout l'Alava.

## Zones humides de Salburua

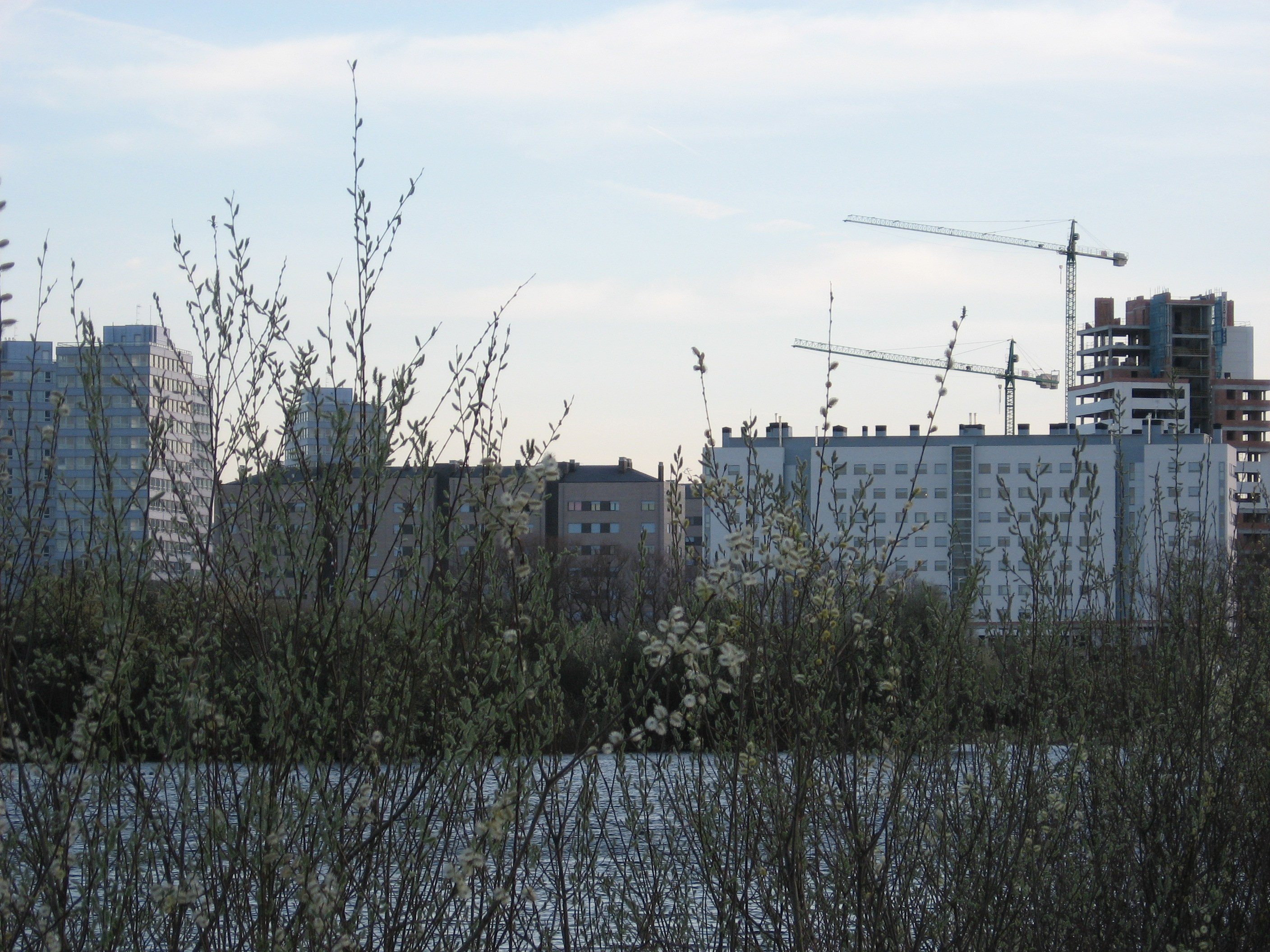
Edifices vus depuis les lagunes de Salburua.

Il s'agit d'un sol humide avec deux lagunes principales : Betoño et Arkaute. Il peut être considéré comme les sols humides des plus importants des sols alavais, et est un bon exemple du système de décharge d'aquifères dans le bassin de l'Ebre. Son origine apparait dans un aquifère du quaternaire. Toutefois, au milieu du XXe siècle on a effectué des travaux d'assèchement qui les a faites presque disparaître. Jusqu'aux années 1990, ils n'ont pas pu être régénérés. Le 24 octobre 2002, il est inclus comme site Ramsar, étant un sol humide d'importance internationale pour la conservation des espèces aquatiques. La lagune d'Arkaute sert en outre comme instrument de protection contre les inondations à Vitoria Gasteiz en agissant comme lagune de laminaje.
Parmi ses valeurs écologiques on peut indiquer l'importance de sa flore, avec une masse de Carex riparia très bien conservée et une autre flore aquatique.
Parmi les invertébrés il faut souligner l'existence de coléoptères Carábidae dans différentes espèces avec au moins deux de type endémique. Parmi les petits vertébrés il convient de souligner à le Vison d'Europe qui est très menacé. Il existe aussi une grande variété de d'amphibiens. Actuellement le plus grand danger pour ces espèces est l'incorporation par des particuliers d'espèces impropres de cet habitat et qui peuvent mettre un terme aux espèces autochtones.

## Histoire

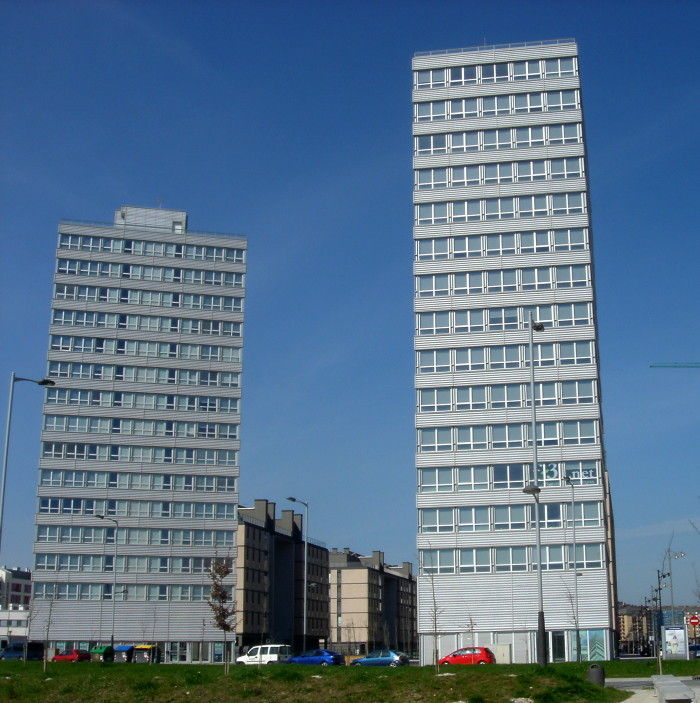
Tours du quartier Salburua, des architectes Iñaki Abalos et Juan Herreros.

### Secteurs des habitations
| Secteur                 | Surface      | Appartements | Officiels | Libres |
| ----------------------- | ------------ | ------------ | --------- | ------ |
| S-7 (Salburua)          | 103 074 m2   | 104          | 0         | 104    |
| S-8 (Salburua)          | 587 616 m2   | 2 614        | 1 960     | 654    |
| S-9 (Santo Tomás)       | 359 919 m2   | 2 000        | 1 460     | 540    |
| S-10 (Izarra)           | 158 583 m2   | 685          | 473       | 212    |
| S-11 (Ibaialde)         | 266 637 m2   | 1 679        | 1 231     | 448    |
| S-12 (Arkaiate)         | 413 791 m2   | 1 935        | 1 270     | 665    |
| S-13 (Larrein)          | 357 559 m2   | 1 817        | 1 313     | 504    |
| S-14 (Olaran)           | 346 350 m2   | 1 511        | 1 068     | 443    |
| S-15 (Parc de Salburua) | 1 001 508 m2 | 0            | 0         | 0      |